# 167 aC
El 167 aC va ser un any del calendari romà prejulià. Durant la República i l'Imperi Romà es coneixia com l'Any del Consolat de Petus i Penne o també any 587 Ab urbe condita o de la fundació de la ciutat). L'ús del nom «167 aC» per referir-se a aquest any es remunta a l'alta edat mitjana, quan el sistema Anno Domini va ser el mètode de numeració dels anys més comú a Europa.

## Esdeveniments

### Síria Palestina
- Revolta dels Macabeus. Antíoc IV Epífanes suspèn el ritual del Temple de Jerusalem, ordena la destrucció de les Escriptures jueves i prohibeix l'observança del sàbat i de les altres normes de la llei mosaica. El desembre d'aquest any fa erigir un altar a Zeus al Temple de Jerusalem, cosa que ¡els jueus consideren l'«abominació de la desolació».[2] Un sacerdot jueu rural de Modi'ín, Mataties l'asmoneu, comença la revolta contra l'Imperi Selèucida en rebutjar l'adoració dels déus grecs. Mataties mata un jueu hel·lenístic que s'havia prestat a oferir un sacrifici a un ídol al poble de Mataties. Ell i els seus cinc fills fugen a les muntanyes de Judà.[3]

### Antiga Roma
- Aquest any són elegits cònsols Quint Eli Petus i Marc Juni Penne.[4]
- Juli Penne obté la regió de Pisae com a província, i Eli Petus la Gàl·lia Cisalpina. Cap dels dos cònsols fa res de notable, fora de devastar el territori dels lígurs, i al final del seu mandat retornen a Roma.[5]
- Els etolis, segons diuen Valeri Màxim[6] i Plini el Vell,[7] envien a Eli Petus una ambaixada amb magnífics presents quan veuen que, tenint un magnífic campament, menja amb els seus soldats entre el fang. El cònsol es nega a acceptar-lo.
- Marc Juvenci Talna és nomenat pretor peregrí, i proposa al poble, sense consultar al senat, que es declari la guerra a Rodes, i n'esperava obtenir el comandament. A la proposta s'hi oposen fermament els tribuns de la plebs Marc Antoni i Marc Pomponi.[8]
- Gneu Octavi, pretor a Grècia l'any anterior (168 aC), torna a Roma amb un esplèndid botí que havia recollit durant la seva campanya, on celebra un triomf naval.[9] La riquesa acumulada li permet de viure amb esplendor i es construeix una gran casa al Palatí, que segons Ciceró contribuirà a la seva elecció com a cònsol l'any 165 aC.[10]
- Luci Emili Paulus Macedònic, que havia obtingut la victòria en la batalla de Pidna contra Perseu de Macedònia l'any anterior, arriba a Roma amb un botí força considerable, que diposita al tresor de la república, provocant la indignació dels soldats que en volien més part. Finalment se li concedeixen els honors del triomf que es celebra als darrers dies de novembre. És el triomf més esplèndid que Roma mai havia vist: dura tres dies, i al davant del carro triomfal de Paulus hi va el rei vençut i el seu fill. Al darrere l'acompanyaven els dos fills grans de Paulus, Quint Fabi Màxim i Publi Corneli Escipió Africà el Jove, adoptats per les famílies dels Fabi Màxim i dels Corneli Escipió. Però els seus dos fills més joves moren, un d'ells amb 12 anys, només cinc dies abans del triomf, i l'altre de 14 anys, tres dies després.[11][12]

## Necrològiques
- Gai Claudi Pulcre (cònsol 177 aC), un dels deu membres de l'ambaixada enviada a Macedònia aquest any, que mor al seu retorn.[5][13]